# Genesis (Woe, Is Me)
Genesis (stilizzato Genesi[s]) è il secondo e ultimo album in studio del gruppo musicale statunitense Woe, Is Me, pubblicato il 20 novembre 2012 dalla Velocity Records.

## Tracce
1. D-Day – 0:35
2. F.Y.I. – 2:22
3. A Story to Tell – 3:37
4. With Our Friend[s] Behind Us (feat. Caleb Shomo) – 3:55
5. Nothing Left to Lose – 3:15
6. The Walking Dead (feat. Matty Mullins) – 3:49
7. I Came, I Saw, I Conquered – 2:10
8. Call It Like You See It – 2:01
9. I've Told You Once – 4:13
10. Family First – 3:14
11. Nothing Left to Lose (Acoustic) (feat. Cameron Mizell) – 2:06

## Formazione
- Doriano Magliano – voce death
- Hance Alligood – voce melodica
- Andrew Paiano – chitarra solista
- Kevin Hanson – chitarra ritmica
- Brian Medley – basso
- Austin Thornton – batteria, percussioni, programmazione

## Classifiche
| Classifica (2012)         | Posizione massima |
| ------------------------- | ----------------- |
| Stati Uniti               | 167               |
| Stati Uniti (independent) | 9                 |
| Stati Uniti (heatseekers) | 2                 |
| Stati Uniti (rock)        | 47                |
| Stati Uniti (hard rock)   | 14                |